# 死刑囚の希望
『死刑囚の希望』（しけいしゅうのきぼう、英: The hope of a condemned Man）はジョアン・ミロが1974年に制作した、3枚からなる油彩画の連作。これらは現在ミロ美術館に所蔵されている。
この連作は、サルバドール・プッチ・アンティックの処刑という政治的事件にまつわる作品である。彼の処刑はフランコ政権における最後の死刑執行であり、それはヨーロッパの多くの国から非難された。同じカタルーニャ人としてミロはアンティックに大きな同情心を寄せていたが、この作品は期せずして彼の処刑日に完成した。各々の絵の一本線は途切れた生命の糸を意味し、死刑の恐怖を表現している。
あの気の毒な青年、カタルーニャ独立運動家のサルバドール・プッチ・アンティックが縛り首になったときです。… 彼が殺された日に、私はこの絵を完成させました。… かれの死は、途切れてゆく一本の線なのです。この3部作に、私は『死刑囚の希望』という題をつけました。—ジョアン・ミロ
ミロはこの作品がバルセロナに置かれ続けることを望み、1975年6月にこれをミロ美術館へ寄贈した。
ミロの「3連画」は『青』（1961年）に始まり、『神殿のための壁画 - 橙、緑、赤』（1963年）、『隠修士の居室のための白地絵画』（1968年）、この『死刑囚の希望』（1974年）、『花火』（1974年）と続く。いずれも神殿・隠修所・刑務所といったうら寂しい場所が想定され、画面には詩的かつ虚無的な空間が広がる。大画面かつ簡素な描写の3連画という形式でミロが意図したのは、「最大限の強さを最小限の手段で獲得する」ことだった。